# Монте-Відон-Комбатте
Монте-Відон-Комбатте (італ. Monte Vidon Combatte) — муніципалітет в Італії, у регіоні Марке,  провінція Фермо.
Монте-Відон-Комбатте розташоване на відстані близько 160 км на північний схід від Рима, 65 км на південь від Анкони, 15 км на південний захід від Фермо.
Населення — 440 осіб (2014).

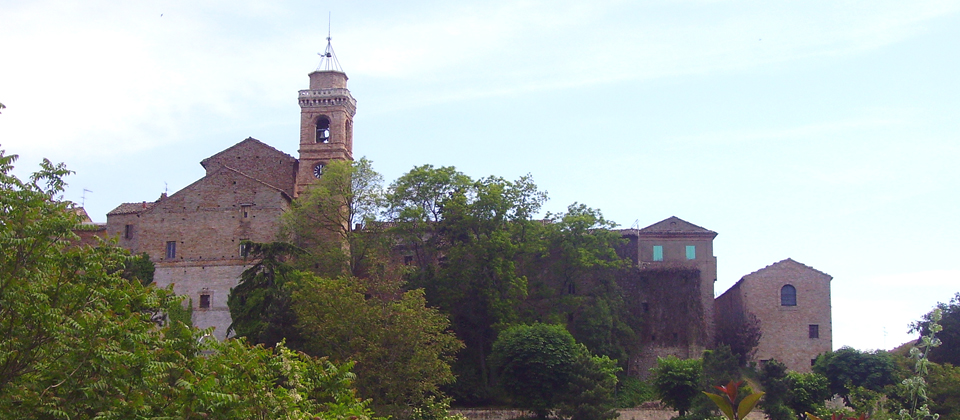

Щорічний фестиваль відбувається 3 лютого. Покровитель — святий Власій.

## Демографія
Населення за роками:

Станом на 1 січня 2023 року в муніципалітеті офіційно проживало 47 іноземців з 13 країн, серед них 19 громадян країн Євросоюзу та 1 громадянин України.

## Сусідні муніципалітети
- Карассаї
- Монте-Джиберто
- Монтоттоне
- Ортеццано
- Петритолі